# C/1664 W1
C/1664 W1 è una cometa non periodica che poté essere vista a occhio nudo nel 1664 quando arrivò, al suo perielio, a una distanza di circa 153,5 milioni di chilometri, ossia circa 1,026 au, dal Sole. A causa della sua eccezionale luminosità è annoverata tra le "Grandi Comete" ed è spesso indicata come "Grande cometa del 1664".
Fu la prima Grande Cometa dell'Età dell'Illuminismo e fu osservata da tutti i più importanti scienziati e pensatori del mondo occidentale, tra cui Isaac Newton, Edmond Halley, Johannes Hevelius, Robert Hooke, Samuel Pepys, Giovanni Domenico Cassini e molti altri.

## Osservazione

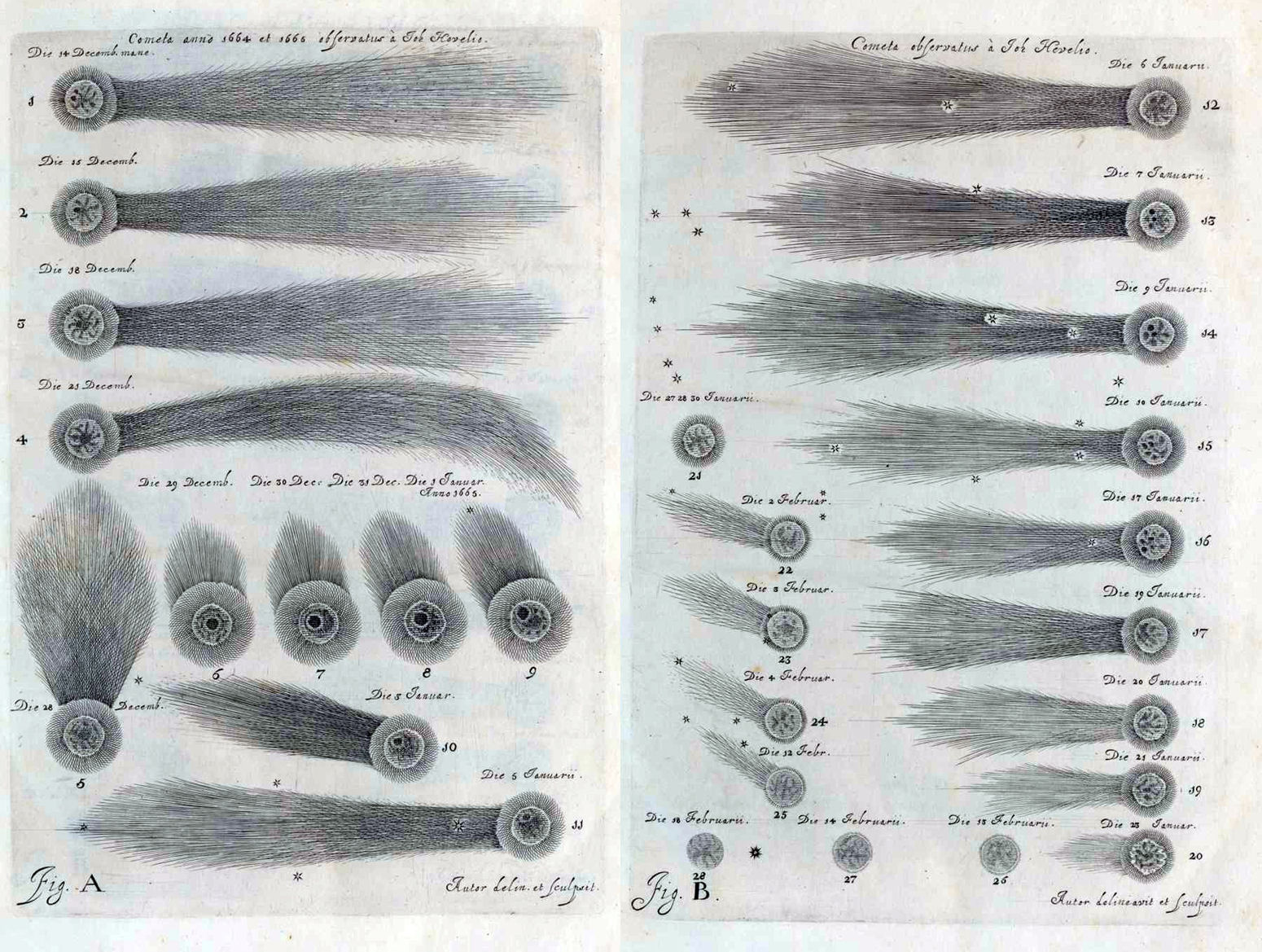
Varie rappresentazioni quotidiane di C/1664 W1 realizzate da Hevelius e pubblicate nella sua opera Prodromus cometicus seu historia cometæ anno 1664 del 1665.

C/1664 W1 fu avvistata per la prima volta nel cielo mattutino del 17 novembre 1664 da alcuni osservatori spagnoli. È questo il primo caso a noi noto in cui in Spagna furono effettuate osservazioni dettagliate di una cometa come testimoniato da un manoscritto anonimo, forse opera del gesuita Joseph Zaragoza, contenente dati di diverse osservazioni della cometa effettuate in Spagna, Francia e Italia in un periodo compreso tra il 14 dicembre 1664 e il 20 marzo 1665.
Tra i più famosi osservatori europei si possono citare Christiaan Huygens, che osservò la cometa per la prima volta il 2 dicembre a Leida, Hevelius, che la osservò da Danzica a partire dalla metà del mese, e ancora Giovanni Domenico Cassini e Geminiano Montanari dall'Italia, Stanisław Lubieniecki da Amburgo e Robert Hooke da Londra.
In Asia C/1664 W1 fu avvistata per la prima volta da astronomi cinesi il 18 novembre 1664. Una testimonianza particolare è quella di un dodicenne giapponese di nome Matasaburou e residente a Kōchi, che descrisse le sue osservazioni insolitamente dettagliate, svolte dal 16 dicembre all'inizio di febbraio, in un diario con tanto di illustrazioni che fu poi riscoperto solo negli anni 1980 dall'astronomo dilettante Keiichiro Okamura e poi pubblicato nel 1989.
Nella seconda metà di dicembre la cometa divenne sempre più luminosa, così da risultare visibile anche nel cielo serale. Il 20 dicembre il naturalista John Ray vide la cometa da Roma e, due giorni dopo, la rappresentò con una coda di lunghezza pari a 22° di longitudine.
Verso la fine di dicembre la cometa si avvicinò ancora di più alla Terra, offrendo uno spettacolo straordinario, come riportato dai suoi molti osservatori, tra cui figura anche un giovane Isaac Newton, allora studente all'Università di Cambridge, che, il 27 dicembre, valutò la lunghezza della coda della cometa pari a 34 o 35 gradi. Furono proprio quelle osservazioni a spingere il giovane Newton a iniziare lo studio dell'astronomia. Lo stesso giorno il gesuita francese François-Joseph Le Mercier, che aveva avvistato per la prima volta la cometa il 29 novembre dal Québec, riporta che la coda dell'astro aveva una lunghezza pari a 27°. L'uomo fu in grado di osservare la cometa fino al 15 gennaio 1665, quando ormai la cometa aveva iniziato ad allontanarsi dal Sole e dalla Terra e la lunghezza della sua coda si era ridotta a 14°.
In Cina l'ultimo avvistamento, datato 20 gennaio, riporta una lunghezza pari a 2°. In Europa Newton osservò la cometa per l'ultima volta il 2 febbraio, Hevelius il 13 dello stesso mese e Cassini il 21. L'ultimo avvistamento è stato quello menzionato nel già citato manoscritto spagnolo, datato 20 marzo.
Come spesso accadde il passaggio della cometa e la sua lunga coda furono associati dall'opinione pubblica del tempo a diversi tipi di disgrazie, dalla siccità alle pestilenze, e atti di guerra. Molti studiosi diedero interpretazioni astrologiche che lasciavano presagire l'avvicinarsi della fine del mondo e, tra i vari eventi nefasti imputati al passaggio di C/1664 W1 si possono citare l'epidemia di peste che colpì Londra tra il 1665 e il 1666, l'incendio che si propagò sempre a Londra nel settembre del 1666, e la morte dell'arciduca Sigismondo Francesco d'Austria, avvenuta a Innsbruck il 25 giugno 1665.

## Valutazione scientifica
Gli studiosi e gli scienziati del tempo sfruttarono l'apparizione di C/1664 W1 come un'opportunità per intensificare le loro ricerche e discussioni filosofiche sulla natura delle comete, e ciò porto alla pubblicazione di diverse opere al riguardo. Così, per esempio, dopo avere osservato il passaggio della cometa, Christopher Wren e John Wallis svilupparono diverse teorie sul movimento cometario, assumendone la velocità uniforme. Ancora, nel 1665, Samuel Danforth scrisse una delle prime opere sull'astronomia pubblicate in America, dove descrisse i vari fenomeni osservati sulla base della sua profonda conoscenza delle teorie contemporanee sulle comete, svelando quindi che queste erano corpi celeste più lontani della Luna, che non erano fatte di fuoco, che la loro coda era diretta sempre in direzione opposta al sole e altro ancora. Suggerì anche che C/1664 W1 si muovesse con moto uniforme su una traiettoria ellittica; tuttavia, fu proprio l'osservazione di questa cometa a portare Giovanni Alfonso Borelli a concludere che l'orbita delle comete non periodiche fosse invece parabolica.

## Orbita
Il primo a calcolare i parametri orbitali della cometa fu Edmond Halley, nel 1705. Nel 1854, sulla base di dati ricavati da trenta osservazioni effettuate in sessantuno giorni, Lorenz Lindelöf fu in grado di determinare per la cometa un'orbita parabolica retrograda rispetto ai pianeti e inclinata di circa 159° rispetto all'eclittica. C/1664 W1 raggiunse il suo perielio il 4 dicembre 1664, quando si trovava a circa 153 milioni di chilometri dal Sole, nell'area dell'orbita terrestre.
Quando l'orbita di una cometa ha solo una leggera inclinazione rispetto all'eclittica, come in questo caso, ci si possono aspettare diversi incontri ravvicinati con i pianeti del Sistema Solare, alcuni dei quali possono influenzare l'orbita della cometa. Nel caso di C/1664 W1 tali avvicinamenti non avvennero solo con alcuni dei piccoli pianeti, ma ha anche con i grandi pianeti, ad alcuni dei quali la cometa passò eccezionalmente vicino:
| Data             | Pianeta | Distanza minima in UA |
| ---------------- | ------- | --------------------- |
| Agosto 1657      | Urano   | 3,3                   |
| Marzo 1663       | Saturno | 3,7                   |
| Ottobre 1663     | Giove   | 0,20                  |
| 14 agosto 1664   | Marte   | 0,68                  |
| 29 dicembre 1664 | Terra   | 0,17                  |
| Maggio 1666      | Giove   | 3,0                   |

Il passaggio ravvicinato ai pianeti maggiori, e in modo particolare quello effettuato nell'ottobre 1663 attorno a Giove, che si ritiene abbia aumentato l'eccentricità orbitale della cometa di circa 0,004, potrebbe avere modificato l'orbita di C/1664 W1. Tuttavia, a causa dell'incertezza dei dati iniziali, non è possibile affermare se l'orbita sia divenuta ellittica e, in caso affermativo, quando la cometa potrebbe tornare nel sistema solare interno.